# Зигальгинская свита
Зигальгинская свита (названа  по южноуральскому хребту Зигальга, на левобережье реки Юрюзань) — толща в центральной зоне Южного Урала, особенно характерна для его западного склона. Мощность свиты до 1500 м. Входит, наряду со свитами зигазино-комаровская и авзянская в юрматинскую серию с общой мощностью до 4000 м..
Зигальгинская свита относится к протерозою.
Характеризуется непостоянным литологическим составом. Это песчаники, кварциты; в южных районах преобладают филлитизированные сланцы; нередко имеются графитовые и углистые кварциты. 
Зигальгинская свита сложена преимущественно мономинеральными кварцевыми песчаниками и алевролитами с маломощными прослоями глинистых сланцев и, редко, конгломератов.
В нижней части - светлые кварциты, и кварцитовидные песчаники с конгломератами в основании,  в верхней части - темные кварцитовидные песчаники, местами переслаивающимися с филлитовидными сланцами.
Термин принят Конференцией геологов в 1931 г.